# Danhausen
Danhausen, pseudonimo di Donovan Danhausen (Detroit, 17 agosto 1990), è un wrestler statunitense attualmente sotto contratto con la All Elite Wrestling.
Ha militato anche nella Ring of Honor (ROH), nella Full Impact Pro (FIP) e nella Game Changer Wrestling (GCW).

## Carriera

### Circuito indipendente (2013–presente)
Danhausen fu allenato da Jimmy Jacobs e Truth Martini. Esordì come wrestler il 18 ottobre 2013, facendosi conoscere per la sua curiosa gimmick horror-comica. Partecipò a BLP Slamilton 2 della Black Label Pro Wrestling, dove in coppia con Ethan Page e Swoggle sconfisse i Blood Diamond (Jake Lander, Joshua Bishop & Tre Lamar) vincendo il BLP Tag Team Championship. Lottò anche nella Capital City Championship Combat all'evento C4 Combat Shock - 12th Anniversary il 21 novembre 2019, dove sconfisse Tony Deppen.
Il 10 ottobre 2020 a FU/Freelance I Don't Think We're In Chicago Anymore, evento prodotto dalla Freelance Underground Wrestling, Danhausen (come "Warhausen") lottò in coppia con Warhorse, sconfiggendo The Brothers of Funstruction (Ruffo The Clown & Yabo The Clown) per squalifica, fallendo quindi la conquista del FU Tag Team Championship. A F1RST Wrestling Saturday Night Nitro, evento organizzato dalla F1RST Wrestling il 7 marzo 2020, lottò contro Orange Cassidy in un match terminato in no-contest.

### Ring of Honor (2019–2021)
Danhausen fece la sua prima apparizione nella Ring Of Honor all'evento ROH Wrestling #429 il 2 novembre 2019, dove sfidò senza successo Shane Taylor per il titolo ROH World Television Championship. Continuò facendo apparizioni sporadiche come a ROH Wrestling #437 dove fu sconfitto da Rhett Titus l'11 gennaio 2020, e a ROH Honor Reigns Supreme 2020 il 12 gennaio dove perse contro Dak Draper. Il 9 febbraio 2020 a ROH Free Enterprise, Danhausen partecipò ad una 20-man battle royal per determinare il primo sfidante al titolo ROH World Championship. Allo show ROH Final Battle 2020 del 18 dicembre, sconfisse Brian Johnson per squalifica, guadagnandosi così un contratto ROH (dietro le quinte, Danhausen svelò che era stato Alex Shelley a convincere la dirigenza ROH a metterlo sotto contratto). A ROH 19th Anniversary Show il 26 marzo 2021, Danhausen lottò in un four-way match, che includeva Brian Johnson (il vincitore), Eli Isom e LSG.

### All Elite Wrestling (2022–presente)
Danhausen esordì nella All Elite Wrestling (AEW) il 26 gennaio 2022 durante un episodio speciale di Dynamite chiamato Beach Break. Egli apparve nel corso del match tra Orange Cassidy e Adam Cole. Alcune ore dopo, il presidente AEW Tony Khan annunciò che Danhausen aveva firmato un contratto con la compagnia. Cominciò ad interagire con Hook, che dimostrò di essere immune ai malefici di Danhausen, e Danhausen riuscì solo ad infastidirlo occasionalmente con risultati comici. Il 6 maggio 2022 a Rampage, Hook declinò l'offerta di Danhausen di allearsi con lui, e Mark Sterling convinse Tony Nese a sfidare Danhausen in un match nella prossima puntata di Dynamite. L'11 maggio 2022 a Dynamite, Danhausen lottò il suo primo match in AEW, venendo sconfitto da Nese a causa di una distrazione provocata da Sterling. Dopo l'incontro, Hook si alleò con Danhausen dopo averlo salvato da un'aggressione di Nese e Sterling. Il nuovo tag team debuttò il 29 maggio a Double or Nothing, dove sconfisse Nese & Sterling. Da allora, Danhausen ha stretto alleanze anche con Orange Cassidy e i Best Friends.

## Personaggio
Il personaggio di Danhausen è stato descritto come un "Conan O'Brien posseduto da un demone". Nell'aprile 2021, è apparso come ospite nel podcast di O'Brien Conan O'Brien Needs a Friend per discutere di questo concetto. Gimmick comica, ha un face paint a tema horror e crede di avere poteri soprannaturali, come l'abilità di sparare fulmini dalle dita e di "maledire" i propri nemici con un solo gesto delle mani e uno sguardo intenso. La voce del suo personaggio è basata su quella di O'Brien e sul Joker doppiato da Mark Hamill. Spesso si riferisce a se stesso parlando in terza persona, e definisce tutto quello che gli piace: «very nice, very evil» ("molto carino, molto malvagio").

## Vita privata
Nel 2018 Danhausen ha sposato la ballerina canadese di burlesque Lauren Jiles, conosciuta professionalmente con il nome di Lou Lou la Duchesse de Rière. È il patrigno della figlia di lei.

## Titoli e riconoscimenti
- All Elite Wrestling
  - 2023 Casino Tag Team Royale (con Orange Cassidy)
- Black Label Pro
  - BLP Tag Team Championship (1) – con Ethan Page e Swoggle
- Full Impact Pro
  - FIP Florida Heritage Championship (1)[27]
- Metro Wrestling Alliance
  - MWA Michigan Championship (1)[28]
- Pro Wrestling Illustrated
  - 158º classificato nella lista dei migliori 500 wrestler singoli nei PWI 500 del 2020[29]
  - 171º classificato nella lista dei migliori 500 wrestler singoli nei PWI 500 del 2021
- Ring of Honor
  - ROH Year-End Award (1)
    - Best New Star[30]